# Shiruko
Shiruko (汁粉 eller しるこ) eller koshian no zenzai er en japansk varm sød ret i form af suppe. Der findes to former med hhv. hele bønner og purerede bønner. Retten serveres om aftenen som et mellemmåltid, der kan spises hele året, men som især er populær i vintermånederne. Den kan enten spises derhjemme, i traditionelle tehuse kaldet kanmi dokoro eller hos gadehandlere.
Hovedbestanddelene i retten er adzukibønner og grillede mochi (søde riskager), hvortil kommer sukker, vand og salt. Nu om dage kan man dog også købe shiruko som færdigret.
Adzukibønnerne kom til Japan fra Kina, og arkæologiske udgravninger viser, at bønnerne er blevet spist i Japan allerede for 2.000 år siden. Det er dog først fra omkring 1700, at de er blevet spist som søde sager. Ifølge bogen Morisada Mariko fra 1852 blev der på det tidspunkt tilberedt shiruko i Edo (nu Tokyo), Kyoto og Osaka, hvilket anses som et bevis for, at shiruko var udbredt i hele Japan.